# Merenra II
Merenra II (Hor S...tawy) (fl. XXIII secolo a.C.) è stato un faraone appartenente alla VI dinastia egizia.

## Biografia
Figlio di Pepi (II) e della regina Neith, Merenra Djefaemsaf, il nome Horo completo è sconosciuto, salì al trono probabilmente in età già avanzata a causa del lungo regno del padre.
Del suo breve regno non si conosce praticamente nulla se non che la tendenza centrifuga dei nomarchi dell'Alto Egitto si rafforzò ulteriormente.
L'indebolimento del potere centrale permise ai beduini del Sinai di riprendere le loro scorrerie nelle terre del delta del Nilo.
Gli studiosi concordano comunque nel ritenere che Merenra II sia rimasto sul trono per un anno e un mese.
Lo storico greco Erodoto riporta la tradizione che vorrebbe questo sovrano spodestato ed ucciso da una congiura di palazzo organizzata da un gruppo di nobili che poi sarebbero stati eliminati a loro volta da Nitocris identificabile con la sorellastra di Merenra Nitokerty che gli succedette sul trono.

## Liste Reali
| N5 | mr | n | G42 | m | V16 · f |

| N5 | mr | n | G42 | m | V16 · f |

| N5 | mr | n | G42 | m | V16 · f |

| N5 | mr | n | G42 | m | V16 · f |

| N5 | mr | n | G42 | m | V16 · f |

| N5 | mr | n | G42 | m | V16 · f |

| N5 | mr | n | G42 | m | V16 · f |

| N5 | mr | n | G42 | m | V16 · f |

|            | \| \| \| non citato \| \| \| |
|            |                              |
| non citato |                              |
|            |                              |

|            |
| non citato |
|            |

| HASH |

| HASH |

| HASH |

| HASH |

| HASH |

| HASH |

| HASH |

| HASH |

## Titolatura
| G5 |

| G5 |

| s | HASH | N16 · N16 |

| s | HASH | N16 · N16 |

| s | HASH | N16 · N16 |

| s | HASH | N16 · N16 |

| s | HASH | N16 · N16 |

| s | HASH | N16 · N16 |

| s | HASH | N16 · N16 |

| s | HASH | N16 · N16 |

| G16 |

| G16 |

|  |

| G8 |

| G8 |

|  |

| M23 · X1 | L2 · X1 |

| M23 · X1 | L2 · X1 |

| N5 | mr | n | G42 | m | V16 · f |

| N5 | mr | n | G42 | m | V16 · f |

| N5 | mr | n | G42 | m | V16 · f |

| N5 | mr | n | G42 | m | V16 · f |

| N5 | mr | n | G42 | m | V16 · f |

| N5 | mr | n | G42 | m | V16 · f |

| N5 | mr | n | G42 | m | V16 · f |

| N5 | mr | n | G42 | m | V16 · f |

| G39 | N5 |

| G39 | N5 |

| G10 | m | V18 | f |

| G10 | m | V18 | f |

| G10 | m | V18 | f |

| G10 | m | V18 | f |

| G10 | m | V18 | f |

| G10 | m | V18 | f |

| G10 | m | V18 | f |

| G10 | m | V18 | f |

## Altre datazioni
| Autore        | Anni di regno         |
| ------------- | --------------------- |
| von Beckerath | 2194 a.C. - 2193 a.C. |
| Malek         | 2142 a.C. - 2141 a.C. |